# Arpik Missakian
Arpik Missakian (en arménien Արփիկ Միսաքեան), née le 1er février 1926 à Paris où elle est morte 19 juin 2015, est une journaliste française d'origine arménienne, connue pour avoir été rédactrice en chef du journal arménophone Haratch entre 1957 et 2009.

## Biographie
Arpik Missakian naît le 1er février 1926 à Paris.
Fille du journaliste et fondateur du journal Haratch Chavarche Missakian, Arpik est très tôt confrontée au métier exercé par ce dernier. Ainsi, elle en apprend les bases, et acquiert l'expérience pratique des problèmes posés par l'impression, la diffusion et la gestion financière d'un quotidien comme celui qui est tenu par son père. De plus, elle apprend l'arménien occidental dans le giron familial ainsi qu'en fréquentant des intellectuels arméniens installés ou de passage à Paris, et apprend à connaître et à tisser des liens solides au sein de la diaspora arménienne de France.
À la mort de Chavarche en 1957, Arpik Missakian reprend le journal. Elle est à l'origine du lancement du supplément mensuel littéraire et artistique intitulé Midk yèv Arvest (en arménien Միտք եւ արուեստ, littéralement « Pensée et Art »).
Épaulée à partir de 1984 par une autre journaliste, Arpi Totoyan, née en 1945 à Istanbul et locutrice de l'arménien occidental et du turc, Arpik Missakian tient le journal jusqu'en 2009.
Elle meurt le 19 juin 2015 à Paris à l'âge de 89 ans,. Elle est inhumée dans le caveau familial au cimetière du Père-Lachaise (88e division) le 25 juin. Sa mort est déplorée par la communauté arménienne de France, car Arpik Missakian en fut un pilier indéniable.

## Œuvre
Elle traduit de l'arménien au français l'un des écrits de son père Chavarche Missakian :
- Chavarche Missakian (trad. Arpik Missakian, postface Krikor Beledian), Face à l'innommable : avril 1915, Marseille, Éditions Parenthèses, coll. « Diasporales », 2015, 144 p. (ISBN 978-2-86364-299-3, BNF 44315258)

## Documentaire
- Arby Ovanessian, Portrait connu et inconnu, 2019 : documentaire filmé en 2009 et faisant partie de la trilogie de films documentaires « Haratch 83 » consacrée au journal Haratch. Portrait connu et inconnu comporte un long entretien avec Arpik Missakian[7]. Sa première diffusion a lieu le 27 octobre 2019 à la Péniche Anako[8].

## Hommages
Depuis mars 2022, la place Chavarche-et-Arpik-Missakian porte son nom dans le 9e arrondissement de Paris.